# Vers (Alta Saboia)
Vers é uma comuna francesa na região administrativa de Auvérnia-Ródano-Alpes, no departamento da Alta Saboia. Estende-se por uma área de 5.91 km². Em 2010 a comuna tinha 911 habitantes (densidade: 154,1 hab./km²).